# Frontera entre el Senegal i Mali
La frontera entre el Senegal i Mali és la línia fronterera de traçat nord-sud, seguint gairebé la direcció del meridià 10 a l'Oest que separa el sud--oest de Mali del sud-est del Senegal a l'Àfrica central, separant les regions senegaleses de Tambacounda i Kédougou de la regió maliana de Kayes. Té 419 km de longitud. Al nord la frontera té el seu origen al trifini entre ambdós estats i Mauritània, segueix una orientació sud-sud fins que arriba al trifini entre el Senegal, Mali i Guinea. El principal pas terrestre i ferroviari es troba a Kidira.
La frontera entre ambdós estats es va formar el 20 d'agost de 1960, quan ambdós se separaren de la Federació de Mali.